# Marie Grace Augustin
Marie Grace Augustin, OBE (1897 - 1996) thường được gọi là Grace Augustin, là một nữ doanh nhân và chính trị gia Saint Lucian. Sau khi đạt được bằng cấp điều dưỡng và hộ sinh, bà đã học luật, nhưng bị từ chối cho phép đi kiểm tra dựa trên giới tính của mình. Thay vào đó, Augustin trở thành người phụ nữ đầu tiên ở Saint Lucia quản lý một khu đất rộng lớn, trở thành người trồng rừng. Bà là người phụ nữ đầu tiên được đề cử làm nghị sĩ tại St. Lucia và trở thành thành viên nữ đầu tiên của cơ quan lập pháp.

## Thơ ấu
Marie Grace Augustin sinh ngày 2 tháng 6 năm 1897. Bà là con thứ bảy trong số mười một anh chị em và lớn lên trong gia sản của cha mẹ bà, D'aubayan, ở Micoud, Saint Lucia. Năng động và ham học hỏi, Augustin là một cô nàng tomboy thích bơi lội và cưỡi ngựa. Sau khi hoàn thành việc học trung học ở Antigua, Augustin đã vượt qua kỳ thi Cambridge vào tháng 7 năm 1912. Bà tiếp tục học thêm, học làm y tá và nữ hộ sinh, đạt chứng chỉ năm 1918 từ Bệnh viện Victoria. Phát biểu với tư cách là nhân viên bán hàng trong công ty luật của anh trai Elwin, Augustin học luật trong ba năm. Bà là luật sư phụ nữ đầu tiên ở Khối thịnh vượng chung Caribbean khi bà cố gắng tham dự kỳ thi luật năm 1923, nhưng bà đã bị từ chối dựa trên thực tế rằng cô là phụ nữ.

### Trích dẫn
1. 1 2  Glasgow 2015.
2. ↑  Aimable 2014.
3. ↑  Brathwaite 1999, tr. xx.